# 시모카나야마역
시모카나야마역(일본어: 下金山駅)은 일본 홋카이도 소라치 군 미나미후라노정에 있는 홋카이도 여객철도 네무로 본선의 역이다. 역 번호는 T33이며, 단선 승강장 1면 1선의 구조를 지닌 지상역이다.

## 역 주변
- 국도 제237호선

## 역사
- 1913년 10월 1일 : 국유철도의 역으로서 개업.
- 1982년 11월 15일 : 화물 · 소화물 취급 폐지와 동시에, 무인화.
- 1987년 4월 1일 : 민영화에 따라, 홋카이도 여객철도로 이관.
- 2024년 4월 1일 : 후라노역 ~ 신토쿠역 구간 폐선과 함께 폐역.

## 인접 정차역
| 홋카이도 여객철도 네무로 본선 | 홋카이도 여객철도 네무로 본선 | 홋카이도 여객철도 네무로 본선 |
| ----------------------------- | ----------------------------- | ----------------------------- |
| T32 야마베 다키카와 방면      | 네무로 본선                   | 가나야마 T34 신토쿠 방면      |